# Campeonato de Primera B 2016 (Argentina)
El Campeonato de Primera B 2016, fue la octogésima cuarta edición del torneo, tercera categoría del fútbol argentino en el orden de los clubes directamente afiliados a la AFA. Comenzó el 5 de febrero y finalizó el 13 de junio.
Los dos nuevos participantes fueron los ascendidos de la división inferior, la Primera C. San Telmo, que regresó después de tres temporadas, y Talleres, de Remedios de Escalada, que volvió luego de siete torneos. Por su parte, el campeonato de Primera B Nacional 2015 no determinó el descenso de ningún equipo directamente afiliado. 
Se trató de un torneo de transición, por lo que se desarrolló exclusivamente en el primer semestre del año, con formato diferente del habitual, con el fin de volver a adecuar las competiciones del fútbol argentino al calendario del hemisferio norte. 
Se consagró campeón Flandria, que obtuvo el ascenso a la Primera B Nacional por primera vez. A su vez, descendió Deportivo Armenio por el sistema de promedios.

## Ascensos y descensos
| Posición | Descendidos de la Primera B 2015 |
| -------- | -------------------------------- |
| 21.°     | Deportivo Merlo                  |
| 22.°     | Sportivo Italiano                |

| Posición  | Ascendidos de la Primera C 2015 |
| --------- | ------------------------------- |
| 1.°       | San Telmo                       |
| Gan. Red. | Talleres (RdE)                  |

| Posición  | Ascendidos a la Primera B Nacional 2016 |
| --------- | --------------------------------------- |
| 1.º       | Brown de Adrogué                        |
| Gan. Red. | Almagro                                 |

| Descendidos de la Primera B Nacional 2015 |
| ----------------------------------------- |
| No hubo                                   |

- De esta manera, el número de equipos participantes se redujo a 20.

## Equipos participantes
| Equipo                 | Localidad            | Estadio                      | Capacidad |
| ---------------------- | -------------------- | ---------------------------- | --------- |
| Acassuso               | Boulogne             | La Quema                     | 800       |
| Almirante Brown        | San Justo            | Fragata Presidente Sarmiento | 25 000    |
| Atlanta                | Buenos Aires         | Don León Kolbovsky           | 14 000    |
| Barracas Central       | Buenos Aires         | Claudio Chiqui Tapia         | 4400      |
| Colegiales             | Vicente López        | Colegiales                   | 6500      |
| Comunicaciones         | Buenos Aires         | Alfredo Ramos                | 3500      |
| Defensores de Belgrano | Buenos Aires         | Juan Pasquale                | 9000      |
| Deportivo Armenio      | Ingeniero Maschwitz  | Armenia                      | 10 500    |
| Deportivo Español      | Buenos Aires         | Nueva España                 | 35 000    |
| Deportivo Morón        | Morón                | Nuevo Francisco Urbano       | 32 000    |
| Deportivo Riestra      | Buenos Aires         | Guillermo Laza               | 3000      |
| Estudiantes            | Caseros              | Ciudad de Caseros            | 16 740    |
| Fénix                  | Pilar                | No posee                     | -         |
| Flandria               | Jáuregui             | Carlos V                     | 5000      |
| Platense               | Vicente López        | Ciudad de Vicente López      | 31 030    |
| San Telmo              | Dock Sud             | Dr. Osvaldo Baletto          | 5500      |
| Talleres               | Remedios de Escalada | Talleres                     | 15 000    |
| Tristán Suárez         | Tristán Suárez       | 20 de Octubre                | 15 000    |
| UAI Urquiza            | Villa Lynch          | Monumental de Villa Lynch    | 1000      |
| Villa San Carlos       | Berisso              | Genacio Sálice               | 4000      |

| 1. 2. |

### Distribución geográfica de los equipos
| Provincia                                    | Región                                                                                         | Cant. | Equipos                |
| -------------------------------------------- | ---------------------------------------------------------------------------------------------- | ----- | ---------------------- |
| Conurbano bonaerense (12)                    | Partido de Vicente López                                                                       | 2     | Colegiales y Platense  |
| Conurbano bonaerense (12)                    | Partido de Avellaneda                                                                          | 1     | San Telmo              |
| Conurbano bonaerense (12)                    | Partido de Berisso                                                                             | 1     | Villa San Carlos       |
| Conurbano bonaerense (12)                    | Partido de Escobar                                                                             | 1     | Deportivo Armenio      |
| Conurbano bonaerense (12)                    | Partido de Ezeiza                                                                              | 1     | Tristán Suárez         |
| Conurbano bonaerense (12)                    | Partido de La Matanza                                                                          | 1     | Almirante Brown        |
| Conurbano bonaerense (12)                    | Partido de Lanús                                                                               | 1     | Talleres (RdE)         |
| Conurbano bonaerense (12)                    | Partido de Morón                                                                               | 1     | Deportivo Morón        |
| Conurbano bonaerense (12)                    | Partido de Pilar                                                                               | 1     | Fénix                  |
| Conurbano bonaerense (12)                    | Partido de San Isidro                                                                          | 1     | Acassuso               |
| Conurbano bonaerense (12)                    | [[Archivo:\|20x20px\|border\|Bandera del Partido de General San Martín]] Partido de San Martín | 1     | UAI Urquiza            |
| Conurbano bonaerense (12)                    | Partido de Tres de Febrero                                                                     | 1     | Estudiantes            |
| Ciudad de Buenos Aires (6)                   | Agronomía                                                                                      | 1     | Comunicaciones         |
| Ciudad de Buenos Aires (6)                   | Barracas                                                                                       | 1     | Barracas Central       |
| Ciudad de Buenos Aires (6)                   | Núñez                                                                                          | 1     | Defensores de Belgrano |
| Ciudad de Buenos Aires (6)                   | Parque Avellaneda                                                                              | 1     | Deportivo Español      |
| Ciudad de Buenos Aires (6)                   | Villa Crespo                                                                                   | 1     | Atlanta                |
| Ciudad de Buenos Aires (6)                   | Villa Soldati                                                                                  | 1     | Deportivo Riestra      |
| Interior de la provincia de Buenos Aires (1) | Partido de Luján                                                                               | 1     | Flandria               |

## Formato

### Ascenso
Los 20 participantes se enfrentaron en una rueda por el sistema de todos contra todos. Ascendió el campeón.

### Descensos
El equipo peor ubicado en la tabla de promedios descendió a la Primera C.

## Tabla de posiciones
| Pos. | Equipo                 | Pts. | PJ | PG | PE | PP | GF | GC | Dif. |
| ---- | ---------------------- | ---- | -- | -- | -- | -- | -- | -- | ---- |
| 01.º | Flandria               | 37   | 19 | 11 | 4  | 4  | 15 | 9  | 6    |
| 02.º | Atlanta                | 35   | 19 | 10 | 5  | 4  | 28 | 17 | 11   |
| 03.º | Colegiales             | 32   | 19 | 9  | 5  | 5  | 26 | 17 | 9    |
| 04.º | Deportivo Morón        | 32   | 19 | 9  | 5  | 5  | 26 | 19 | 7    |
| 05.º | Fénix                  | 32   | 19 | 9  | 5  | 5  | 21 | 14 | 7    |
| 06.º | Talleres (RdE)         | 28   | 19 | 8  | 4  | 7  | 24 | 22 | 2    |
| 07.º | Tristán Suárez         | 27   | 19 | 8  | 3  | 8  | 24 | 27 | −3   |
| 08.º | Barracas Central       | 26   | 19 | 6  | 8  | 5  | 20 | 17 | 3    |
| 09.º | San Telmo              | 26   | 19 | 7  | 5  | 7  | 20 | 18 | 2    |
| 10.º | Comunicaciones         | 26   | 19 | 7  | 5  | 7  | 19 | 18 | 1    |
| 11.º | Defensores de Belgrano | 23   | 19 | 5  | 8  | 6  | 16 | 16 | 0    |
| 12.º | Villa San Carlos       | 23   | 19 | 5  | 8  | 6  | 22 | 24 | −2   |
| 13.º | UAI Urquiza            | 22   | 19 | 6  | 4  | 9  | 22 | 23 | −1   |
| 14.º | Platense               | 22   | 19 | 5  | 7  | 7  | 19 | 21 | −2   |
| 15.º | Almirante Brown        | 22   | 19 | 5  | 7  | 7  | 17 | 20 | −3   |
| 16.º | Deportivo Riestra      | 22   | 19 | 5  | 7  | 7  | 16 | 21 | −5   |
| 17.º | Deportivo Español      | 22   | 19 | 6  | 4  | 9  | 15 | 20 | −5   |
| 18.º | Acassuso               | 20   | 19 | 4  | 8  | 7  | 13 | 22 | −9   |
| 19.º | Estudiantes            | 18   | 19 | 3  | 9  | 7  | 14 | 22 | −8   |
| 20.º | Deportivo Armenio      | 16   | 19 | 3  | 7  | 9  | 12 | 22 | −10  |

|  | Campeón. Ascendió a la Primera B Nacional. |

|  |

### Evolución de las posiciones
| Equipo / Fecha    |      |      |      |      |      |      |      |      |      |      |      |      |      |      |      |      |      |      |      |
| Equipo / Fecha    | 01   | 02   | 03   | 04   | 05   | 06   | 07   | 08   | 09   | 10   | 11   | 12   | 13   | 14   | 15   | 16   | 17   | 18   | 19   |
| ----------------- | ---- | ---- | ---- | ---- | ---- | ---- | ---- | ---- | ---- | ---- | ---- | ---- | ---- | ---- | ---- | ---- | ---- | ---- | ---- |
| Acassuso          | 16.º | 19.º | 18.º | 17.º | 14.º | 16.º | 16.º | 17.º | 14.º | 15.º | 16.º | 16.º | 16.º | 16.º | 17.º | 18.º | 18.º | 19.º | 18.º |
| Almirante Brown   | 04.º | 11.º | 14.º | 13.º | 13.º | 13.º | 14.º | 14.º | 16.º | 17.º | 17.º | 18.º | 18.º | 18.º | 18.º | 16.º | 15.º | 16.º | 15.º |
| Atlanta           | 19.º | 07.º | 13.º | 08.º | 10.º | 11.º | 12.º | 09.º | 09.º | 07.º | 04.º | 04.º | 03.º | 04.º | 03.º | 03.º | 02.º | 02.º | 02.º |
| Barracas Central  | 06.º | 16.º | 15.º | 16.º | 15.º | 12.º | 10.º | 10.º | 05.º | 09.º | 08.º | 10.º | 10.º | 11.º | 14.º | 11.º | 09.º | 10.º | 08.º |
| Colegiales        | 08.º | 06.º | 06.º | 03.º | 03.º | 02.º | 01.º | 02.º | 01.º | 01.º | 01.º | 01.º | 01.º | 01.º | 01.º | 02.º | 03.º | 03.º | 03.º |
| Comunicaciones    | 02.º | 07.º | 09.º | 15.º | 17.º | 15.º | 17.º | 18.º | 18.º | 16.º | 14.º | 14.º | 12.º | 13.º | 10.º | 08.º | 07.º | 07.º | 10.º |
| Def. de Belgrano  | 06.º | 13.º | 12.º | 07.º | 10.º | 10.º | 11.º | 13.º | 11.º | 08.º | 09.º | 13.º | 14.º | 14.º | 11.º | 13.º | 11.º | 11.º | 11.º |
| Dep. Armenio      | 08.º | 17.º | 17.º | 18.º | 18.º | 20.º | 20.º | 20.º | 20.º | 20.º | 20.º | 20.º | 20.º | 20.º | 20.º | 20.º | 20.º | 20.º | 20.º |
| Dep. Español      | 17.º | 20.º | 19.º | 20.º | 20.º | 19.º | 13.º | 12.º | 13.º | 12.º | 12.º | 06.º | 06.º | 08.º | 08.º | 11.º | 13.º | 14.º | 17.º |
| Dep. Morón        | —    | 03.º | 02.º | 05.º | 04.º | 08.º | 06.º | 07.º | 07.º | 10.º | 10.º | 09.º | 08.º | 07.º | 05.º | 05.º | 04.º | 04.º | 04.º |
| Deportivo Riestra | —    | 14.º | 11.º | 12.º | 15.º | 17.º | 18.º | 15.º | 15.º | 14.º | 15.º | 15.º | 15.º | 15.º | 16.º | 17.º | 16.º | 17.º | 16.º |
| Estudiantes       | 08.º | 12.º | 05.º | 11.º | 12.º | 14.º | 15.º | 16.º | 17.º | 18.º | 18.º | 19.º | 19.º | 19.º | 19.º | 19.º | 19.º | 18.º | 19.º |
| Fénix             | 01.º | 01.º | 01.º | 01.º | 01.º | 01.º | 02.º | 01.º | 02.º | 02.º | 02.º | 02.º | 04.º | 03.º | 04.º | 04.º | 05.º | 05.º | 05.º |
| Flandria          | 04.º | 09.º | 04.º | 02.º | 02.º | 03.º | 03.º | 03.º | 03.º | 03.º | 03.º | 03.º | 02.º | 02.º | 02.º | 01.º | 01.º | 01.º | 01.º |
| Platense          | 08.º | 14.º | 16.º | 09.º | 06.º | 08.º | 09.º | 06.º | 08.º | 11.º | 11.º | 12.º | 11.º | 09.º | 06.º | 09.º | 10.º | 12.º | 14.º |
| San Telmo         | 03.º | 05.º | 02.º | 06.º | 08.º | 09.º | 07.º | 08.º | 10.º | 06.º | 07.º | 08.º | 07.º | 10.º | 13.º | 07.º | 06.º | 06.º | 09.º |
| Talleres          | 08.º | 04.º | 06.º | 04.º | 05.º | 04.º | 08.º | 11.º | 12.º | 13.º | 13.º | 11.º | 13.º | 05.º | 07.º | 10.º | 12.º | 08.º | 06.º |
| Tristán Suárez    | 17.º | 10.º | 10.º | 14.º | 10.º | 06.º | 05.º | 05.º | 06.º | 04.º | 05.º | 05.º | 05.º | 06.º | 09.º | 06.º | 08.º | 09.º | 07.º |
| UAI Urquiza       | 20.º | 18.º | 20.º | 19.º | 19.º | 18.º | 19.º | 19.º | 19.º | 19.º | 19.º | 17.º | 17.º | 17.º | 15.º | 15.º | 17.º | 13.º | 13.º |
| Villa San Carlos  | 08.º | 02.º | 08.º | 10.º | 07.º | 05.º | 04.º | 04.º | 04.º | 05.º | 06.º | 07.º | 09.º | 12.º | 12.º | 14.º | 14.º | 15.º | 12.º |

| 1. 2. 3. 4. 5. 6. 7. 8. 9. 10. |

## Tabla de promedios
| Pos  | Equipo                 | 2013/14 | 2014 | 2015 | 2016 | Total | PJ  | Promedio |
| ---- | ---------------------- | ------- | ---- | ---- | ---- | ----- | --- | -------- |
| 01.º | Defensores de Belgrano | -       | -    | 79   | 23   | 102   | 61  | 1,672    |
| 02.º | Atlanta                | 65      | 16   | 73   | 35   | 189   | 121 | 1,562    |
| 03.º | Estudiantes            | 48      | 41   | 80   | 18   | 187   | 121 | 1,545    |
| 04.º | Barracas Central       | 58      | 33   | 64   | 26   | 181   | 121 | 1,495    |
| 04.º | Deportivo Morón        | 56      | 31   | 62   | 32   | 181   | 121 | 1,495    |
| 06.º | Flandria               | -       | -    | 54   | 37   | 91    | 61  | 1,491    |
| 07.º | Talleres (RdE)         | -       | -    | -    | 28   | 28    | 19  | 1,473    |
| 08.º | Tristán Suárez         | 51      | 39   | 58   | 27   | 175   | 121 | 1,446    |
| 09.º | Platense               | 64      | 23   | 57   | 22   | 166   | 121 | 1,371    |
| 10.º | San Telmo              | -       | -    | -    | 26   | 26    | 19  | 1,368    |
| 11.º | Fénix                  | 60      | 15   | 53   | 32   | 160   | 121 | 1,322    |
| 12.º | Acassuso               | 47      | 37   | 47   | 20   | 151   | 121 | 1,247    |
| 13.º | Almirante Brown        | -       | 32   | 43   | 22   | 97    | 81  | 1,197    |
| 14.º | Deportivo Riestra      | -       | -    | 51   | 22   | 73    | 61  | 1,196    |
| 15.º | Villa San Carlos       | -       | 31   | 42   | 23   | 96    | 81  | 1,185    |
| 16.º | Comunicaciones         | 44      | 19   | 51   | 26   | 140   | 121 | 1,157    |
| 16.º | UAI Urquiza            | 47      | 26   | 45   | 22   | 140   | 121 | 1,157    |
| 18.º | Deportivo Español      | -       | 26   | 44   | 22   | 92    | 81  | 1,135    |
| 19.º | Colegiales             | 30      | 18   | 56   | 32   | 136   | 121 | 1,124    |
| 20.º | Deportivo Armenio      | 47      | 22   | 46   | 16   | 131   | 121 | 1,082    |

|  |                           |
|  | Descendió a la Primera C. |

## Resultados
| Platense               | 0 - 0 | Talleres (RdE)    | Ciudad de Vicente López | 5 de febrero | 19:05 |
| Comunicaciones         | 2 - 0 | Atlanta           | Alfredo Ramos           | 6 de febrero | 17:00 |
| Colegiales             | 0 - 0 | Villa San Carlos  | Colegiales              | 6 de febrero | 17:00 |
| Flandria               | 1 - 0 | Tristán Suárez    | Carlos V                | 6 de febrero | 17:00 |
| San Telmo              | 2 - 1 | Acassuso          | Dr. Osvaldo Baletto     | 6 de febrero | 17:00 |
| Defensores de Belgrano | 1 - 1 | Barracas Central  | Juan Pasquale           | 6 de febrero | 19:10 |
| Deportivo Español      | 0 - 1 | Almirante Brown   | Nueva España            | 7 de febrero | 19:00 |
| Estudiantes            | 0 - 0 | Deportivo Armenio | Ciudad de Caseros       | 8 de febrero | 17:00 |
| Fénix                  | 5 - 1 | UAI Urquiza       | Claudio Chiqui Tapia    | 8 de febrero | 17:00 |
| Deportivo Morón        | 0 - 0 | Deportivo Riestra | Nuevo Francisco Urbano  | 9 de febrero | 19:10 |

| Deportivo Armenio | 0 - 2 | Deportivo Morón        | Armenia                      | 13 de febrero | 17:00 |
| Tristán Suárez    | 2 - 1 | Comunicaciones         | 20 de Octubre                | 13 de febrero | 17:00 |
| Barracas Central  | 0 - 1 | Colegiales             | Claudio Chiqui Tapia         | 13 de febrero | 17:00 |
| Atlanta           | 3 - 0 | Deportivo Español      | Don León Kolbovsky           | 13 de febrero | 18:05 |
| UAI Urquiza       | 2 - 2 | Estudiantes            | Monumental de Villa Lynch    | 14 de febrero | 17:00 |
| Deportivo Riestra | 0 - 0 | Defensores de Belgrano | Guillermo Laza               | 14 de febrero | 17:00 |
| Platense          | 0 - 0 | San Telmo              | Ciudad de Vicente López      | 14 de febrero | 21:05 |
| Villa San Carlos  | 5 - 2 | Acassuso               | Genacio Sálice               | 15 de febrero | 17:00 |
| Almirante Brown   | 0 - 1 | Fénix                  | Fragata Presidente Sarmiento | 16 de febrero | 17:00 |
| Talleres (RdE)    | 3 - 2 | Flandria               | Talleres                     | 16 de febrero | 21:05 |

| Flandria               | 1 - 0 | Platense          | Carlos V                | 20 de febrero | 17:05 |
| Comunicaciones         | 0 - 0 | Talleres (RdE)    | Alfredo Ramos           | 21 de febrero | 17:00 |
| Deportivo Español      | 1 - 1 | Tristán Suárez    | Nueva España            | 21 de febrero | 17:00 |
| Defensores de Belgrano | 0 - 0 | Deportivo Armenio | Juan Pasquale           | 21 de febrero | 18:40 |
| Fénix                  | 2 - 0 | Atlanta           | Claudio Chiqui Tapia    | 22 de febrero | 17:00 |
| Estudiantes            | 2 - 1 | Almirante Brown   | Ciudad de Caseros       | 22 de febrero | 17:00 |
| San Telmo              | 2 - 0 | Villa San Carlos  | Dr. Osvaldo Baletto     | 23 de febrero | 17:00 |
| Deportivo Morón        | 2 - 1 | UAI Urquiza       | Nuevo Francisco Urbano  | 23 de febrero | 17:00 |
| Acassuso               | 1 - 1 | Barracas Central  | Ciudad de Vicente López | 23 de febrero | 21:05 |
| Colegiales             | 2 - 2 | Deportivo Riestra | Colegiales              | 24 de febrero | 17:00 |

| Talleres (RdE)    | 3 - 0 | Deportivo Español      | Talleres                     | 26 de febrero | 17:00 |
| Tristán Suárez    | 0 - 1 | Fénix                  | 20 de Octubre                | 27 de febrero | 17:00 |
| Atlanta           | 1 - 0 | Estudiantes            | Don León Kolbovsky           | 27 de febrero | 19:05 |
| Deportivo Armenio | 0 - 4 | Colegiales             | Armenia                      | 28 de febrero | 17:00 |
| Deportivo Riestra | 0 - 0 | Acassuso               | Guillermo Laza               | 28 de febrero | 17:00 |
| Barracas Central  | 0 - 0 | Villa San Carlos       | Claudio Chiqui Tapia         | 28 de febrero | 17:00 |
| Flandria          | 1 - 0 | San Telmo              | Carlos V                     | 28 de febrero | 17:00 |
| UAI Urquiza       | 1 - 2 | Defensores de Belgrano | Monumental de Villa Lynch    | 29 de febrero | 17:00 |
| Almirante Brown   | 2 - 2 | Deportivo Morón        | Fragata Presidente Sarmiento | 1 de marzo    | 17:05 |
| Platense          | 3 - 0 | Comunicaciones         | Ciudad de Vicente López      | 1 de marzo    | 21:05 |

| Comunicaciones         | 0 - 1 | Flandria          | Alfredo Ramos           | 5 de marzo | 17:00 |
| Defensores de Belgrano | 0 - 0 | Almirante Brown   | Juan Pasquale           | 5 de marzo | 19:05 |
| Deportivo Español      | 0 - 1 | Platense          | Nueva España            | 5 de marzo | 19:05 |
| Villa San Carlos       | 1 - 0 | Deportivo Riestra | Genacio Sálice          | 6 de marzo | 17:00 |
| Colegiales             | 1 - 0 | UAI Urquiza       | Colegiales              | 6 de marzo | 17:00 |
| Estudiantes            | 2 - 3 | Tristán Suárez    | Ciudad de Caseros       | 6 de marzo | 17:00 |
| San Telmo              | 0 - 0 | Barracas Central  | Dr. Osvaldo Baletto     | 7 de marzo | 17:00 |
| Fénix                  | 1 - 0 | Talleres (RdE)    | Claudio Chiqui Tapia    | 7 de marzo | 17:00 |
| Acassuso               | 1 - 0 | Deportivo Armenio | Ciudad de Vicente López | 7 de marzo | 17:00 |
| Deportivo Morón        | 2 - 2 | Atlanta           | Nuevo Francisco Urbano  | 8 de marzo | 21:05 |

| Atlanta           | 0 - 0 | Defensores de Belgrano | Don León Kolbovsky           | 12 de marzo | 13:10 |
| Talleres (RdE)    | 2 - 0 | Estudiantes            | Talleres                     | 12 de marzo | 16:00 |
| Comunicaciones    | 0 - 0 | San Telmo              | Alfredo Ramos                | 12 de marzo | 16:10 |
| Tristán Suárez    | 1 - 0 | Deportivo Morón        | 20 de Octubre                | 12 de marzo | 16:30 |
| Flandria          | 0 - 2 | Deportivo Español      | Carlos V                     | 13 de marzo | 16:00 |
| Almirante Brown   | 0 - 1 | Colegiales             | Fragata Presidente Sarmiento | 13 de marzo | 16:00 |
| Deportivo Armenio | 1 - 2 | Villa San Carlos       | Armenia                      | 13 de marzo | 16:00 |
| Deportivo Riestra | 2 - 4 | Barracas Central       | Guillermo Laza               | 13 de marzo | 16:00 |
| UAI Urquiza       | 1 - 0 | Acassuso               | Monumental de Villa Lynch    | 14 de marzo | 16:00 |
| Platense          | 0 - 0 | Fénix                  | Ciudad de Vicente López      | 14 de marzo | 21:05 |

| Colegiales             | 2 - 1 | Atlanta           | Colegiales              | 19 de marzo | 12:35 |
| Villa San Carlos       | 3 - 2 | UAI Urquiza       | Genacio Sálice          | 19 de marzo | 13:15 |
| Deportivo Morón        | 4 - 0 | Talleres (RdE)    | Nuevo Francisco Urbano  | 19 de marzo | 14:05 |
| Deportivo Español      | 2 - 0 | Comunicaciones    | Nueva España            | 19 de marzo | 16:00 |
| Fénix                  | 0 - 1 | Flandria          | Claudio Chiqui Tapia    | 19 de marzo | 16:00 |
| San Telmo              | 4 - 2 | Deportivo Riestra | Dr. Osvaldo Baletto     | 20 de marzo | 13:00 |
| Estudiantes            | 0 - 0 | Platense          | Ciudad de Caseros       | 20 de marzo | 16:00 |
| Acassuso               | 0 - 0 | Almirante Brown   | Ciudad de Vicente López | 20 de marzo | 16:00 |
| Barracas Central       | 1 - 1 | Deportivo Armenio | Claudio Chiqui Tapia    | 21 de marzo | 16:00 |
| Defensores de Belgrano | 1 - 2 | Tristán Suárez    | Juan Pasquale           | 22 de marzo | 21:05 |

| UAI Urquiza       | 0 - 1 | Barracas Central       | Monumental de Villa Lynch    | 26 de marzo | 11:00 |
| Platense          | 3 - 1 | Deportivo Morón        | Ciudad de Vicente López      | 26 de marzo | 13:05 |
| Almirante Brown   | 1 - 1 | Villa San Carlos       | Fragata Presidente Sarmiento | 26 de marzo | 15:00 |
| Comunicaciones    | 0 - 1 | Fénix                  | Alfredo Ramos                | 26 de marzo | 16:00 |
| Atlanta           | 4 - 0 | Acassuso               | Don León Kolbovsky           | 26 de marzo | 16:00 |
| Deportivo Español | 1 - 0 | San Telmo              | Nueva España                 | 26 de marzo | 16:00 |
| Deportivo Armenio | 0 - 1 | Deportivo Riestra      | Armenia                      | 27 de marzo | 11:00 |
| Flandria          | 1 - 0 | Estudiantes            | Carlos V                     | 27 de marzo | 13:00 |
| Tristán Suárez    | 2 - 2 | Colegiales             | 20 de Octubre                | 27 de marzo | 16:00 |
| Talleres (RdE)    | 2 - 1 | Defensores de Belgrano | Talleres                     | 27 de marzo | 17:30 |

| Estudiantes            | 1 - 1 | Comunicaciones    | Ciudad de Caseros      | 1 de abril | 15:00 |
| Deportivo Riestra      | 1 - 1 | UAI Urquiza       | Guillermo Laza         | 1 de abril | 15:30 |
| Defensores de Belgrano | 3 - 1 | Platense          | Juan Pasquale          | 1 de abril | 21:05 |
| Colegiales             | 3 - 0 | Talleres (RdE)    | Colegiales             | 2 de abril | 13:05 |
| Villa San Carlos       | 3 - 3 | Atlanta           | Genacio Sálice         | 2 de abril | 14:00 |
| Barracas Central       | 3 - 2 | Almirante Brown   | Claudio Chiqui Tapia   | 2 de abril | 15:30 |
| San Telmo              | 1 - 2 | Deportivo Armenio | Dr. Osvaldo Baletto    | 3 de abril | 11:00 |
| Fénix                  | 0 - 1 | Deportivo Español | Claudio Chiqui Tapia   | 4 de abril | 15:30 |
| Deportivo Morón        | 0 - 0 | Flandria          | Nuevo Francisco Urbano | 5 de abril | 16:00 |
| Acassuso               | 3 - 1 | Tristán Suárez    | República de Italia    | 5 de abril | 21:05 |

| UAI Urquiza       | 0 - 0 | Deportivo Armenio      | Monumental de Villa Lynch    | 8 de abril  | 15:30 |
| Atlanta           | 1 - 0 | Barracas Central       | Don León Kolbovsky           | 8 de abril  | 19:05 |
| Comunicaciones    | 2 - 0 | Deportivo Morón        | Alfredo Ramos                | 9 de abril  | 13:05 |
| Flandria          | 0 - 1 | Defensores de Belgrano | Carlos V                     | 9 de abril  | 15:00 |
| Tristán Suárez    | 2 - 1 | Villa San Carlos       | 20 de Octubre                | 10 de abril | 11:00 |
| Almirante Brown   | 0 - 2 | Deportivo Riestra      | Fragata Presidente Sarmiento | 10 de abril | 11:00 |
| Deportivo Español | 3 - 0 | Estudiantes            | Nueva España                 | 10 de abril | 15:30 |
| Talleres (RdE)    | 1 - 1 | Acassuso               | Talleres                     | 11 de abril | 14:00 |
| Fénix             | 0 - 2 | San Telmo              | Claudio Chiqui Tapia         | 11 de abril | 15:30 |
| Platense          | 1 - 2 | Colegiales             | Ciudad de Vicente López      | 12 de abril | 21:05 |

| San Telmo              | 1 - 0 | UAI Urquiza       | Dr. Osvaldo Baletto    | 15 de abril | 15:00 |
| Colegiales             | 2 - 1 | Flandria          | Colegiales             | 16 de abril | 13:05 |
| Deportivo Riestra      | 0 - 2 | Atlanta           | Guillermo Laza         | 16 de abril | 13:15 |
| Defensores de Belgrano | 2 - 3 | Comunicaciones    | Juan Pasquale          | 16 de abril | 15:30 |
| Deportivo Armenio      | 0 - 0 | Almirante Brown   | Armenia                | 16 de abril | 15:30 |
| Estudiantes            | 1 - 2 | Fénix             | Ciudad de Caseros      | 16 de abril | 18:35 |
| Barracas Central       | 0 - 0 | Tristán Suárez    | Claudio Chiqui Tapia   | 17 de abril | 15:30 |
| Acassuso               | 0 - 0 | Platense          | República de Italia    | 17 de abril | 15:30 |
| Villa San Carlos       | 0 - 3 | Talleres (RdE)    | Genacio Sálice         | 18 de abril | 15:30 |
| Deportivo Morón        | 2 - 0 | Deportivo Español | Nuevo Francisco Urbano | 19 de abril | 15:30 |

| Flandria          | 1 - 0 | Acassuso               | Carlos V                     | 22 de abril | 15:30 |
| Talleres (RdE)    | 1 - 1 | Barracas Central       | Talleres                     | 22 de abril | 15:30 |
| Tristán Suárez    | 2 - 0 | Deportivo Riestra      | 20 de Octubre                | 22 de abril | 15:30 |
| Platense          | 2 - 2 | Villa San Carlos       | Ciudad de Vicente López      | 22 de abril | 20:15 |
| Comunicaciones    | 1 - 1 | Colegiales             | Alfredo Ramos                | 23 de abril | 15:30 |
| Fénix             | 0 - 1 | Deportivo Morón        | Claudio Chiqui Tapia         | 23 de abril | 15:35 |
| Deportivo Español | 1 - 0 | Defensores de Belgrano | Nueva España                 | 24 de abril | 13:05 |
| Estudiantes       | 0 - 0 | San Telmo              | Ciudad de Caseros            | 25 de abril | 15:30 |
| Almirante Brown   | 0 - 2 | UAI Urquiza            | Fragata Presidente Sarmiento | 26 de abril | 15:30 |
| Atlanta           | 2 - 1 | Deportivo Armenio      | Don León Kolbovsky           | 26 de abril | 21:05 |

| San Telmo              | 1 - 1 | Almirante Brown   | Dr. Osvaldo Baletto       | 29 de abril | 14:00 |
| Deportivo Morón        | 1 - 1 | Estudiantes       | Nuevo Francisco Urbano    | 29 de abril | 15:35 |
| Colegiales             | 1 - 1 | Deportivo Español | Colegiales                | 30 de abril | 14:10 |
| Deportivo Riestra      | 1 - 0 | Talleres (RdE)    | Guillermo Laza            | 30 de abril | 15:30 |
| Deportivo Armenio      | 2 - 1 | Tristán Suárez    | Armenia                   | 30 de abril | 15:30 |
| UAI Urquiza            | 0 - 1 | Atlanta           | Monumental de Villa Lynch | 2 de mayo   | 15:30 |
| Villa San Carlos       | 1 - 2 | Flandria          | Genacio Sálice            | 2 de mayo   | 15:30 |
| Barracas Central       | 1 - 1 | Platense          | Claudio Chiqui Tapia      | 2 de mayo   | 15:30 |
| Defensores de Belgrano | 1 - 1 | Fénix             | Juan Pasquale             | 2 de mayo   | 15:35 |
| Acassuso               | 0 - 3 | Comunicaciones    | Ciudad de Vicente López   | 3 de mayo   | 15:30 |

| Tristán Suárez    | 0 - 3 | UAI Urquiza            | 20 de Octubre           | 6 de mayo  | 15:30 |
| Talleres (RdE)    | 2 - 0 | Deportivo Armenio      | Talleres                | 6 de mayo  | 15:30 |
| Comunicaciones    | 1 - 0 | Villa San Carlos       | Alfredo Ramos           | 7 de mayo  | 15:30 |
| Platense          | 1 - 0 | Deportivo Riestra      | Ciudad de Vicente López | 8 de mayo  | 15:30 |
| Estudiantes       | 1 - 1 | Defensores de Belgrano | Ciudad de Caseros       | 8 de mayo  | 15:30 |
| Deportivo Español | 1 - 2 | Acassuso               | Nueva España            | 8 de mayo  | 16:30 |
| Flandria          | 1 - 0 | Barracas Central       | Carlos V                | 9 de mayo  | 15:30 |
| Deportivo Morón   | 3 - 2 | San Telmo              | Nuevo Francisco Urbano  | 9 de mayo  | 15:30 |
| Atlanta           | 1 - 1 | Almirante Brown        | Don León Kolbovsky      | 9 de mayo  | 21:05 |
| Fénix             | 1 - 0 | Colegiales             | Guillermo Laza          | 10 de mayo | 15:35 |

| Deportivo Armenio      | 2 - 3 | Platense          | Armenia                      | 13 de mayo | 14:00 |
| San Telmo              | 1 - 3 | Atlanta           | Dr. Osvaldo Baletto          | 13 de mayo | 15:30 |
| Colegiales             | 1 - 2 | Estudiantes       | Colegiales                   | 14 de mayo | 12:35 |
| Villa San Carlos       | 0 - 0 | Deportivo Español | Genacio Sálice               | 14 de mayo | 15:20 |
| Deportivo Riestra      | 0 - 0 | Flandria          | Guillermo Laza               | 14 de mayo | 15:30 |
| Defensores de Belgrano | 2 - 1 | Deportivo Morón   | Juan Pasquale                | 15 de mayo | 14:30 |
| Acassuso               | 0 - 0 | Fénix             | Ciudad de Vicente López      | 15 de mayo | 15:30 |
| UAI Urquiza            | 2 - 0 | Talleres (RdE)    | Monumental de Villa Lynch    | 16 de mayo | 15:30 |
| Barracas Central       | 1 - 2 | Comunicaciones    | Claudio Chiqui Tapia         | 16 de mayo | 15:35 |
| Almirante Brown        | 3 - 1 | Tristán Suárez    | Fragata Presidente Sarmiento | 17 de mayo | 15:35 |

| Tristán Suárez         | 2 - 1 | Atlanta           | 20 de Octubre           | 21 de mayo | 12:05 |
| Fénix                  | 1 - 1 | Villa San Carlos  | Claudio Chiqui Tapia    | 21 de mayo | 15:30 |
| Comunicaciones         | 0 - 0 | Deportivo Riestra | Alfredo Ramos           | 21 de mayo | 15:30 |
| Talleres (RdE)         | 1 - 2 | Almirante Brown   | Talleres                | 22 de mayo | 12:00 |
| Platense               | 1 - 3 | UAI Urquiza       | Ciudad de Vicente López | 22 de mayo | 14:05 |
| Estudiantes            | 0 - 0 | Acassuso          | Ciudad de Caseros       | 22 de mayo | 15:30 |
| Flandria               | 0 - 0 | Deportivo Armenio | Carlos V                | 22 de mayo | 15:30 |
| Defensores de Belgrano | 0 - 1 | San Telmo         | Juan Pasquale           | 22 de mayo | 15:30 |
| Deportivo Morón        | 2 - 1 | Colegiales        | Nuevo Francisco Urbano  | 24 de mayo | 15:30 |
| Deportivo Español      | 0 - 1 | Barracas Central  | Nueva España            | 24 de mayo | 15:30 |

| Colegiales        | 0 - 1 | Defensores de Belgrano | Colegiales                   | 28 de mayo | 12:05 |
| Barracas Central  | 3 - 1 | Fénix                  | Claudio Chiqui Tapia         | 28 de mayo | 15:30 |
| Almirante Brown   | 1 - 0 | Platense               | Fragata Presidente Sarmiento | 28 de mayo | 15:30 |
| Deportivo Riestra | 2 - 1 | Deportivo Español      | Guillermo Laza               | 28 de mayo | 15:30 |
| Deportivo Armenio | 0 - 1 | Comunicaciones         | Armenia                      | 28 de mayo | 15:30 |
| San Telmo         | 1 - 0 | Tristán Suárez         | Dr. Osvaldo Baletto          | 29 de mayo | 15:30 |
| Atlanta           | 1 - 0 | Talleres (RdE)         | Don León Kolbovsky           | 29 de mayo | 16:15 |
| Acassuso          | 0 - 1 | Deportivo Morón        | Ciudad de Vicente López      | 30 de mayo | 15:30 |
| Villa San Carlos  | 1 - 1 | Estudiantes            | Genacio Sálice               | 30 de mayo | 15:30 |
| UAI Urquiza       | 0 - 1 | Flandria               | Monumental de Villa Lynch    | 30 de mayo | 15:35 |

| Colegiales             | 1 - 0 | San Telmo         | Colegiales              | 4 de junio | 15:30 |
| Comunicaciones         | 1 - 2 | UAI Urquiza       | Alfredo Ramos           | 4 de junio | 15:30 |
| Defensores de Belgrano | 0 - 0 | Acassuso          | Juan Pasquale           | 4 de junio | 15:30 |
| Deportivo Español      | 0 - 2 | Deportivo Armenio | Nueva España            | 4 de junio | 15:40 |
| Platense               | 1 - 2 | Atlanta           | Ciudad de Vicente López | 5 de junio | 13:30 |
| Flandria               | 1 - 0 | Almirante Brown   | Carlos V                | 5 de junio | 13:30 |
| Fénix                  | 3 - 1 | Deportivo Riestra | Armenia                 | 5 de junio | 13:30 |
| Talleres (RdE)         | 3 - 1 | Tristán Suárez    | Talleres                | 5 de junio | 15:30 |
| Estudiantes            | 1 - 0 | Barracas Central  | Ciudad de Caseros       | 6 de junio | 15:30 |
| Deportivo Morón        | 1 - 0 | Villa San Carlos  | Nuevo Francisco Urbano  | 6 de junio | 15:30 |

| Deportivo Riestra | 2 - 0 | Estudiantes            | Guillermo Laza               | 10 de junio | 15:30 |
| Tristán Suárez    | 3 - 1 | Platense               | 20 de Octubre                | 10 de junio | 15:30 |
| San Telmo         | 2 - 3 | Talleres (RdE)         | Dr. Osvaldo Baletto          | 11 de junio | 11:00 |
| UAI Urquiza       | 1 - 1 | Deportivo Español      | Monumental de Villa Lynch    | 11 de junio | 11:05 |
| Deportivo Armenio | 1 - 1 | Fénix                  | Armenia                      | 12 de junio | 11:00 |
| Barracas Central  | 2 - 1 | Deportivo Morón        | Claudio Chiqui Tapia         | 12 de junio | 13:00 |
| Acassuso          | 2 - 1 | Colegiales             | Ciudad de Vicente López      | 12 de junio | 15:30 |
| Almirante Brown   | 2 - 1 | Comunicaciones         | Fragata Presidente Sarmiento | 12 de junio | 15:30 |
| Atlanta           | 0 - 0 | Flandria               | Don León Kolbovsky           | 12 de junio | 16:40 |
| Villa San Carlos  | 1 - 0 | Defensores de Belgrano | Genacio Sálice               | 13 de junio | 15:30 |

| 1. 2. 3. 4. 5. 6. 7. 8. 9. 10. 11. 12. |

## Entrenadores
| Listado de entrenadores                                                            | Listado de entrenadores             | Listado de entrenadores |
| Equipo                                                                             | Entrenadores                        | Fechas                  |
| ---------------------------------------------------------------------------------- | ----------------------------------- | ----------------------- |
| Acassuso                                                                           | Rodrigo Bilbao                      | 1.ª a 8.ª               |
| Acassuso                                                                           | Gustavo Cisneros                    | 9.ª a 19.ª              |
| Almirante Brown                                                                    | Gustavo Cisneros                    | 1.ª a 7.ª               |
| Almirante Brown                                                                    | Fernando Rizzo (Interino)           | 8.ª a 9.ª               |
| Almirante Brown                                                                    | Alberto Pascutti                    | 10.ª a 19.ª             |
| Atlanta                                                                            | Aníbal Biggeri                      | 1.ª a 19.ª              |
| Barracas Central                                                                   | Marcelo Barrera                     | 1.ª a 16.ª              |
| Barracas Central                                                                   | Pablo Lambermont (Interino)         | 17.ª a 19.ª             |
| Colegiales                                                                         | Juan Carlos Kopriva                 | 1.ª a 19.ª              |
| Comunicaciones                                                                     | Eduardo Pizzo                       | 1.ª a 8.ª               |
| Comunicaciones                                                                     | Jorge Vivaldo                       | 9.ª a 19.ª              |
| Defensores de Belgrano                                                             | Rodolfo Della Picca                 | 1.ª a 19.ª              |
| Deportivo Armenio                                                                  | Pulciano Aquino                     | 1.ª a 4.ª               |
| Deportivo Armenio                                                                  | Hugo Smaldone                       | 5.ª a 6.ª               |
| Deportivo Armenio                                                                  | Néstor Ferraresi                    | 7.ª a 19.ª              |
| Deportivo Español                                                                  | Sergio Benet                        | 1.ª a 5.ª               |
| Deportivo Español                                                                  | Salvador Pasini                     | 6.ª a 19.ª              |
| Deportivo Morón                                                                    | Walter Otta                         | 1.ª a 19.ª              |
| Deportivo Riestra                                                                  | Pedro Bocca                         | 1.ª a 7.ª               |
| Deportivo Riestra                                                                  | Fabián Nardozza                     | 8.ª a 19.ª              |
| Estudiantes                                                                        | Claudio Manuel López Óscar Pacheco  | 1.ª a 5.ª               |
| Estudiantes                                                                        | Guillermo Duró                      | 6.ª a 19.ª              |
| Fénix                                                                              | Atilio Svampa                       | 1.ª a 19.ª              |
| Flandria                                                                           | Sergio Gómez Favio Orsi             | 1.ª a 19.ª              |
| Platense                                                                           | Jorge Brandoni                      | 1.ª a 10.ª              |
| Platense                                                                           | Javier Baena (Interino)             | 11.ª a 19.ª             |
| San Telmo                                                                          | Jorge Franzoni                      | 1.ª a 19.ª              |
| Talleres (RdE)                                                                     | Cristian Aldirico                   | 1.ª a 19.ª              |
| Tristán Suárez                                                                     | Pedro Monzón                        | 1.ª a 4.ª               |
| Tristán Suárez                                                                     | Daniel Bazán Vera Vicente Stagliano | 5.ª a 19.ª              |
| UAI Urquiza                                                                        | Germán Portanova                    | 1.ª a 8.ª               |
| UAI Urquiza                                                                        | Roberto Saporiti                    | 9.ª a 19.ª              |
| Villa San Carlos                                                                   | Osvaldo Ingrao                      | 1.ª a 18.ª              |
| Villa San Carlos                                                                   | Pablo Morant                        | 19.ª                    |
| 1. 2. 3. 4. 5. 6. 7. 8. 9. 10. 11. 12. 13. 14. 15. 16. 17. 18. 19. 20. 21. 22. 23. |                                     |                         |

## Goleadores
| Pos. | Jugador              | Jugador           | Goles | Equipo            |
| ---- | -------------------- | ----------------- | ----- | ----------------- |
| 1°   | Bandera de Argentina | Javier Rossi      | 10    | Deportivo Morón   |
| 2°   | Bandera de Argentina | Facundo Diz       | 9     | Tristán Suárez    |
| 3°   | Bandera de Argentina | Luciano Pons      | 8     | Atlanta           |
| 4°   | Bandera de Argentina | Damián Akerman    | 7     | Tristán Suárez    |
| 4°   | Bandera de Argentina | Lionel Altamirano | 7     | Colegiales        |
| 4°   | Bandera de Argentina | Jonathan Herrera  | 7     | Deportivo Riestra |
| 4°   | Bandera de Argentina | Franco Olego      | 7     | Atlanta           |

Fuente: Solo Ascenso - Goleadores